# Linepithema gallardoi
Linepithema gallardoi é uma espécie de formiga do gênero Linepithema.